# Густи (Казерта)
Густи је насеље у Италији у округу Казерта, региону Кампанија.
Према процени из 2011. у насељу је живело 153 становника. Насеље се налази на надморској висини од 197 м.